# 米揚魯德
米揚魯德是伊朗的城市，位於該國西部札格羅斯山脈西部，由庫爾德斯坦省負責管轄，距離首府阿瓦士約130公里，海拔高度570米，2006年人口9,199。